# Li Zhe
Li Zhe (Tientsin, 20 settembre 1986) è un tennista cinese.

## Carriera
Ha ottenuto i suoi maggiori successi in doppio, specialità nella quale ha vinto diversi titoli sia nel circuito Challenger che nel circuito ITF ed è stato il 136º del ranking ATP nel febbraio 2011; ha disputato alcuni incontri nel circuito maggiore senza conseguire risultati di rilievo. In singolare ha vinto diversi tornei ITF, ha perso due finali Challenger e ha raggiunto il 193º posto del ranking nel novembre 2019. Ha esordito nella squadra cinese di Coppa Davis nel febbraio 2008. Nel 2019 grazie alla vittoria del campionato asiatico di qualificazione accede al tabellone principale degli Australian Open, sua prima presenza in un torneo del Grande Slam, venendo sconfitto al primo turno da Philipp Kohlschreiber.
Dopo la lunga pausa imposta nel marzo 2020 al tennis mondiale per la pandemia di COVID-19, Li ha quasi azzerato le sue presenze nei circuiti professionistici ed è crollato oltre la 1000ª posizione nei ranking di entrambe le specialità. È tornato a giocare con discreta continuità nel 2022 soprattutto nei tornei ITF e da allora non ha conseguito risultati di grande rilievo nei tornei dell'ATP Challenger Tour e nei rari tornei disputati nel circuito maggiore.

## Statistiche
Aggiornate al 26 agosto 2024.

### Tornei Challenger

#### Singolare

##### Sconfitte in finale (2)
| N. | Data            | Torneo                          | Superficie | Avversario in finale | Punteggio     |
| 1. | 14 gennaio 2017 | Bangkok Challenger II, Bangkok  | Cemento    | Janko Tipsarević     | 2–6, 3–6      |
| 2. | 3 novembre 2019 | Shenzhen Longhua Open, Shenzhen | Cemento    | Zhang Zhizhen        | 3–6, 6–4, 1–6 |

#### Doppio

##### Vittorie (6)
| N. | Data              | Torneo                                 | Superficie  | Compagno         | Avversari in finale                    | Punteggio        |
| 1. | 20 agosto 2010    | Karshi Challenger, Karshi              | Cemento     | Gong Maoxin      | Divij Sharan Vishnu Vardhan            | 6–3, 6–1         |
| 2. | 18 settembre 2010 | Bangkok Challenger, Bangkok            | Cemento     | Gong Maoxin      | Yuki Bhambri Ryler DeHeart             | 6–3, 6–4         |
| 3. | 6 giugno 2015     | Gimcheon Open ATP Challenger, Gimcheon | Cemento     | Rubin Statham    | Dean O'Brien Ruan Roelofse             | 6–4, 6–2         |
| 4. | 6 maggio 2016     | Garden Open, Roma                      | Terra rossa | Bai Yan          | Sander Arends Tristan-Samuel Weissborn | 6–3, 3–6, [11–9] |
| 5. | 28 luglio 2018    | Challenger de Granby, Granby           | Cemento     | Alex Lawson      | JC Aragone Liam Broady                 | 7–6(2), 6–3      |
| 6. | 23 febbraio 2019  | Bangkok Challenger II, Bangkok         | Cemento     | Gonçalo Oliveira | Enrique López Pérez Hiroki Moriya      | 6–2, 6–1         |

##### Sconfitte in finale (8)
| N. | Data              | Torneo                        | Superficie  | Compagno         | Avversari in finale                  | Punteggio           |
| 1. | 21 maggio 2010    | Fergana Challenger, Fergana   | Cemento     | Gong Maoxin      | Brendan Evans Toshihide Matsui       | 6–3, 3–6, [8–10]    |
| 2. | 5 settembre 2015  | Bangkok Challenger, Bangkok   | Cemento     | Chen Ti          | Bai Yan Riccardo Ghedin              | 2–6, 5–7            |
| 3. | 6 agosto 2016     | Chengdu Challenger, Chengdu   | Cemento     | Gao Xin          | Gong Maoxin Zhang Ze                 | 3–6, 6–4, [11–13]   |
| 4. | 11 settembre 2016 | Shanghai Challenger, Shanghai | Cemento     | Gao Xin          | Hsieh Cheng-peng Yi Chu-huan         | 6(6)–7, 7–5, [0–10] |
| 5. | 17 novembre 2018  | Kobe Challenger, Kōbe         | Cemento (i) | Go Soeda         | Gonçalo Oliveira Akira Santillan     | 6–2, 4–6, [10–12]   |
| 6. | 16 marzo 2019     | Pingshan Open, Shenzhen       | Cemento     | Gonçalo Oliveira | Hsieh Cheng-peng Christopher Rungkat | 4–6, 6–3, [6–10]    |
| 7. | 27 luglio 2019    | Challenger de Granby, Granby  | Cemento     | Hugo Nys         | Andre Goransson Sem Verbeek          | 2–6, 4–6            |
| 8. | 26 agosto 2023    | Zhuhai Open, Zhuhai           | Cemento     | Li Hanwen        | Luca Castelnuovo Filip Peliwo        | 5–7, 6(4)–7         |